# 卡洛夫龍屬
卡洛夫龍屬是種原始禽龍類恐龍，生存於中侏儸紀的英格蘭。如同其他禽龍類，卡洛夫龍是植食性恐龍。卡洛夫龍與以下恐龍生存在同一區域：植食性的勒蘇維斯龍與鯨龍、掠食動物如美扭椎龍與斑龍。根據其他著名鳥腳亞目的行為，例如禽龍，卡洛夫龍可能以群體生存，以避免遭到掠食動物攻擊。卡洛夫龍是已知最早的禽龍類之一。目前的狀態是個疑名。
模式種是利氏卡洛夫龍（C. leedsi），種名來自化石收藏家 Alfred Nicholson Leeds，該種是由理查德·萊德克（Richard Lydekker）在1889年所敘述，並由彼得·加爾東（Peter Galton）在1980年重新敘述。卡洛夫龍的化石並不完整，身長估計為2.5至3.5公尺。